# ECE Group

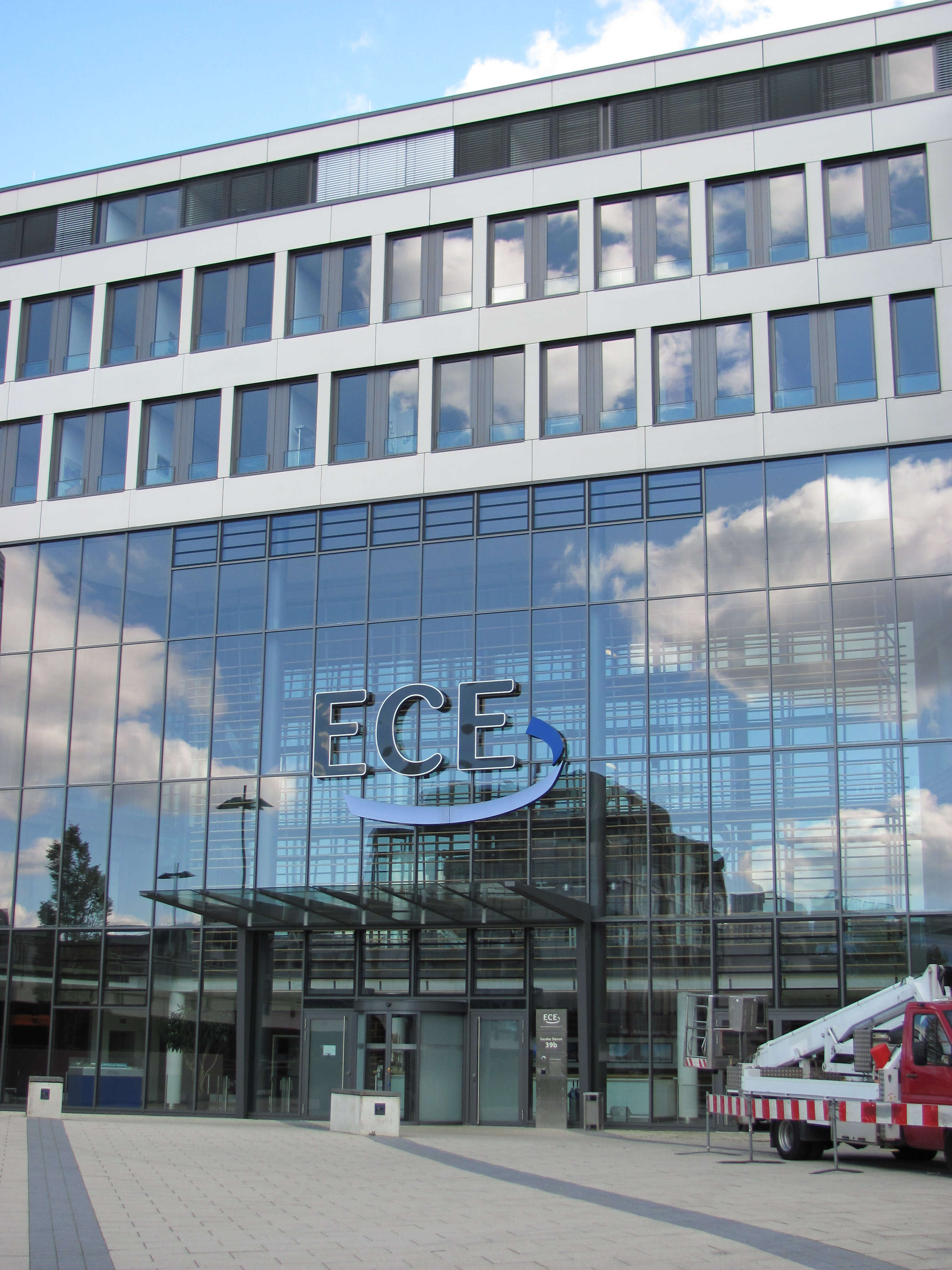
Firmensitz in Hamburg-Poppenbüttel

Die ECE Group GmbH & Co. KG ist ein deutsches Unternehmen mit Hauptsitz in Hamburg, das mit den spezialisierten Gesellschaften ECE Marketplaces, ECE Work & Live und den ECE Real Estate Partners Immobiliendienstleistungen und Fondsmanagement erbringt. Das Unternehmen ist im Besitz der CURA Vermögensverwaltung, der Holding-Gesellschaft der Familie Otto.

## Geschichte
1965 wurde von Werner Otto (Otto-Versand) die Werner Otto Vermögensverwaltung G.m.b.H gegründet, woraus 1970 die KG Einkaufs-Center Entwicklung G.m.b.H. & Co., kurz ECE, wurde. Da das Unternehmen nicht nur Warenhäuser entwickelte und verwaltete, sondern auch andere Gewerbeimmobilien, wurde der Name im Jahr 1979 zu ECE Projektmanagement geändert.
Das erste Shopping-Center in der Bauherrenschaft des Unternehmens war das Franken-Zentrum: Es wurde am 23. Oktober 1969 in Nürnberg-Langwasser eröffnet. 1970 folgte das Alstertal-Einkaufszentrum in Hamburg-Poppenbüttel.
2021 hat sich die ECE neu aufgestellt. Seitdem bietet sie im Immobilien- und Investmentgeschäft Asset Management, Projektentwicklung, Investment Management und weitere Immobiliendienstleistungen unter einem Dach an.

## Unternehmensprofil

### Überblick
ECE versteht sich als langfristiger Investor. Bei der Verwaltung innerstädtischer Einkaufszentren ist die Tochtergesellschaft ECE Marketplaces Marktführer in Europa – mit Niederlassungen und Tochtergesellschaften in Deutschland, Polen, Tschechien, Ungarn, Österreich, der Türkei, der Slowakei, Spanien, Italien, Dänemark sowie in Katar. Überregional bekannte Objekte sind die Promenaden im Hauptbahnhof Leipzig, die Potsdamer Platz Arkaden in Berlin, die Schloss-Arkaden in Braunschweig, die Altmarkt-Galerie in Dresden, das Milaneo in Stuttgart.
Die 2008 gegründete Tochtergesellschaft ECE Flatmedia wurde 2011 an Ströer Out-of-Home Media verkauft.
Ein weiteres Standbein der ECE Group sind in der Tochtergesellschaft ECE Work & Live Projektentwicklungen für Büro, Wohnen, Hotel, Logistik und Spezialimmobilien – von Firmenzentralen (u. a. ThyssenKrupp, Mannheimer Versicherung, Philips) über Bahnhöfe (Köln, Leipzig, Hannover, Wien), Fernsehstudios (Studio Hamburg, Studio Berlin-Adlershof) und Messen bis hin zu Warenverteilzentren (Hermes, Otto Versand).
Vorsitzender der Geschäftsführung ist Alexander Otto, der jüngste Sohn des Unternehmensgründers Werner Otto. Das Unternehmen verwaltet derzeit 196 Shoppingcenter mit 7,2 Mio. Quadratmetern Verkaufsfläche. Die ECE betreut Objekte mit einem Marktwertvolumen („assets under management“) von insgesamt über 30 Milliarden €.

### Stiftung Lebendige Stadt
Mit der gemeinnützigen Stiftung Lebendige Stadt engagiert sich das Unternehmen für Stadtplanung und -gestaltung. Die Stiftung hat die Aufgabe unterschiedliche gesellschaftliche Gruppen an einen Tisch zu bringen, neben der ECE sind u. a. die Firmen Schüco, Thalia und Vonovia maßgeblich in den Gremien vertreten. Gleiches gilt für zahlreiche Kommunalpolitiker aus Städten sowie Landesminister oder Spitzenvertreter aus dem Europaparlament oder dem Deutschen Bundestag.
Projekte der Stiftung sind u. a. die Neugestaltung des Hamburger Jungfernstiegs durch die Landschaftsarchitekten WES +Partner sowie den Architekten André Poitiers, die Umgestaltung des Nikolaikirchhofs in Leipzig durch David Chipperfield und Tilo Schulz, die Illumination des Kölner Rheinufers (gewann 2005 den Weltlichtpreis der Lichtorganisation LUCI) sowie die Illumination der Hamburger Speicherstadt und des Berliner Reichstagsgebäudes durch den Lichtkünstler Michael Batz. Für ihre Arbeit erhielt die Stiftung zahlreiche deutsche und internationale Preise.

### ECE und Hamburg
Die von Alexander Otto mit insgesamt rund 15 Mio. Euro geförderte Eis- und Ballsporthalle („q.beyond Arena“) im Altonaer Volkspark wurde Ende 2008 eröffnet. Dort trainieren neben dem Profiteam des HSV Handball u. a. Nachwuchs-Eishockeymannschaften und Schulen. Überschüsse aus dem Betrieb der Halle verwendet die Alexander Otto Sportstiftung für die Förderung insbesondere des Jugendsports in Hamburg. Alexander Otto war zudem Vorsitzender des Aufsichtsrates des Hamburger SV.
Der ehemalige Geschäftsführer Bau, Jens-Ulrich Maier, war Aufsichtsrat der Elbphilharmonie Hamburger Bau KG.
In Hamburg-Altona hat die ECE zusammen mit der Stadt und Wohnungsbauunternehmen sowie Baugenossenschaften Hamburgs größtes Entwicklungsprojekt nach der HafenCity realisiert, die Mitte Altona.

### Einkaufszentren in Deutschland

#### Objekte in Betrieb

##### Baden-Württemberg
- Cano, Singen (Hohentwiel)[12]
- Ettlinger Tor Karlsruhe
 2005 wurde in der Karlsruher Innenstadt das Einkaufszentrum Ettlinger Tor eröffnet. Es gilt bis heute als größtes innerstädtisches Einkaufszentrum Süddeutschlands.
- Königsbau Passagen, Stuttgart
 Die Eröffnung der Königsbau Passagen in Stuttgart fand am 20. April 2006 statt. Von 2012 bis Juni 2013 fand eine Umstrukturierung statt, bei der ein großer Gastronomiebereich in das Einkaufszentrum integriert wurde. Seitdem beträgt die Größe der Verkaufsfläche 27.000 m², auf denen sich 85 Geschäfte befinden. Hinzu kommen 14.000 m², die als Bürofläche dienen.
- Leo-Center, Leonberg
 Am 17. Oktober 1973 wurde das Leo-Center in Leonberg eröffnet. 90 Geschäfte befinden sich auf einer Verkaufsfläche von 27.000 m².
- Marstall, Ludwigsburg
 In Ludwigsburg wurde am 30. September 2015 der Marstall eröffnet, nachdem er im Rahmen eines großen Refurbishments für über 100 Millionen Euro einen völlig neuen Auftritt erhalten hatte. Auf 25.700 m² befinden sich 70 Geschäfte.
- Milaneo, Stuttgart
 In Stuttgart wurde am 9. Oktober 2014 das Milaneo eröffnet. Es besteht aus drei unterschiedlichen Baukörpern und wird eher als Quartier denn als Einkaufszentrum bezeichnet. Auf 43.000 m² finden 200 Geschäfte Platz. Hinzu kommen insgesamt 15.900 m² Hotel- und Bürofläche, außerdem befinden sich in dem Komplex 415 Wohnungen. Das Projekt wurde von der DGNB mit dem Vorzertifikat in Gold ausgezeichnet.
- Stadtgalerie Heilbronn
 Im Sommer 2006 war der Baustart eines Einkaufscenters in der Innenstadt von Heilbronn. Das in der Bürgerschaft wegen seiner Dimensionen umstrittene Projekt – mehr als 10.000 Unterschriften gegen den Bau wurden gesammelt – wurde am 5. März 2008 eröffnet.

##### Bayern
- Erlangen Arcaden

Die Erlanger Arcaden umfassen 300 m Länge und über 95 Shops
- City-Galerie Augsburg
 Seit 2001 ist mit der City-Galerie das größte Einkaufszentrum Schwabens in Betrieb. Es umfasst 105 Geschäfte auf 25.000 Quadratmetern Verkaufsfläche.
- Forum Allgäu Kempten
 Am 10. September 2003 öffnete das Forum Allgäu Kempten seine Pforten. 90 Geschäften befinden sich auf einer Verkaufsfläche von 23.000 m², zusätzlich kommen 1.700 m² Bürofläche hinzu.
- Franken-Center, Nürnberg
 In Nürnberg wurde am 23. Oktober 1969 das Franken-Center eröffnet. 110 Geschäfte befinden sich auf einer Verkaufsfläche von 40.000 m².
- Glacis-Galerie, Neu-Ulm
 Am 19. März 2015 wurde die Glacis-Galerie in Neu-Ulm eröffnet. Auf 27.800 m² Verkaufsfläche befinden sich 100 Shops.
- Olympia-Einkaufszentrum, München
 Am 25. Mai 1972 wurde das Olympia-Einkaufszentrum in München eröffnet. Die Verkaufsfläche umfasst 56.000 m² und beinhaltet 135 Geschäfte.
- PEP, München
 Im März 1981 eröffnete das pep im Münchener Stadtteil Neuperlach. Auf 60.000 m² befinden sich 135 Geschäfte.
- Rotmain-Center Bayreuth
 Am 25. September 1997 eröffnete das Rotmain-Center in Bayreuth. Es umfasst 20.000 m² und die Zahl der Geschäfte beläuft sich auf 80.
- Stadtgalerie Passau
 Die Stadtgalerie Passau wurde am 10. September 2008 eröffnet. 90 Geschäfte befinden sich auf 21.000 m².
- Stadtgalerie Schweinfurt
 Die Stadtgalerie Schweinfurt wurde am 26. Februar 2009 eröffnet. Auf 22.500 m² Verkaufsfläche befinden sich 100 Geschäfte.

##### Berlin
- Eastgate Berlin
 Am 29. September 2005 wurde das Eastgate im Berliner Ortsteil Marzahn eröffnet. Es beinhaltet 150 Geschäfte und verfügt über eine Gesamtfläche von 36.100 m², von denen 32.000 als Verkaufsfläche dienen.
- Gesundbrunnen-Center, Berlin
 In Berlin wurde am 30. September 1997 das Gesundbrunnen-Center eröffnet. Auf einer Fläche von 25.000 m² befinden sich 100 Geschäfte und mehrere Gastronomiebetriebe. Das Center liegt an der Berliner Ringbahn und verfügt somit über direkten Zugang zur S- und U-Bahn sowie zum Regional- und Fernverkehr.
- Hallen am Borsigturm, Berlin
 In Berlin-Tegel wurden am 25. März 1999 die Hallen am Borsigturm eröffnet. Neben einer Verkaufsfläche von 22.000 m², auf der sich 115 Geschäfte befinden, beinhaltet das Gebäude 16.000 m² Büro- und außerdem 7.500 m² Hotelfläche.
- Linden-Center, Berlin
 Am 20. Oktober 1995 eröffnete im Berliner Bezirk Hohenschönhausen das Linden-Center. Auf 25.000 m² finden 90 Geschäfte Platz, hinzu kommen 2.800 m² Bürofläche.
- Märkische Zeile, Berlin
 1967 wurde im gerade im Aufbau begriffenen Märkischen Viertel in Berlin die Märkische Zeile eröffnet, die als Einkaufszentrum für die Anwohner des Stadtteils dienen sollte. 35 Geschäfte finden Platz auf 13.000 m².
- The Playce, Berlin
 Am Potsdamer Platz in Berlin-Mitte wurden am 2. Oktober 1998 die Potsdamer Platz Arkaden eröffnet, das nach dem Umbau 2022 in The Playce umbenannt wurde. Auf einer Fläche von 40.000 m² gibt es 130 Geschäfte.
- Ring-Center, Berlin
 Das Ring-Center in Berlin besteht aus drei unterschiedlichen Gebäuden (Ring-Center I, II & III) und erstreckt sich über die Grenze der Ortsteile Friedrichshain und Lichtenberg. Die Eröffnungen fanden jeweils am 5. Oktober 1995, am 29. Oktober 1997 und am 28. März 2007 statt. Das Einkaufszentrum umfasst insgesamt ca. 45.200 m² Verkaufsfläche. Davon verfügt das Ring-Center I über 16.500 m², das Ring-Center II über 20.000 m² und das Ring-Center III über 8.700 m².
- Tempelhofer Hafen, Berlin
 70 Geschäfte auf 21.000 m² befinden sich im Tempelhofer Hafen, dessen Namensgeber der Hafen im Berliner Ortsteil Tempelhof ist, an dem es erbaut wurde. Die Eröffnung fand am 29. April 2009 statt.

##### Brandenburg
- Stern-Center,  Potsdam
 Am 24. Oktober 1996 fand die Eröffnung des Stern-Centers in Potsdam statt. Nach einer Erweiterung, die von 2015 bis 2016 stattfand, verfügt das Einkaufszentrum über 35.000 m² Verkaufsfläche, auf der sich 85 Geschäfte befinden. Hinzu kommen 3.600 m² Bürofläche.
- A10-Center, Wildau

Übernahme nach Insolvenz der vorherigen Eigentümer nach öffentlicher Ausschreibung in 2010.

##### Bremen
- Roland Center, Bremen
 Am 2. November 1972 eröffnete das Roland Center in Bremen. Es verfügt über eine Verkaufsfläche von 30.000 m² mit insgesamt 100 Geschäften.
- Waterfront Bremen, seit 1. August 2015 unter alleiniger Führung der ECE.
- Weserpark Bremen, Joint Venture mit der Metro im Rahmen der MEC METRO-ECE Centermanagement GmbH & Co. KG

##### Hamburg
- Alstertal-Einkaufszentrum in Hamburg-Poppenbüttel. Eröffnet 1970, umgebaut 2006: 59.000 m² und 240 Geschäfte.
- Elbe-Einkaufszentrum Hamburg
 Am 12. Mai 1966 wurde das Elbe-Einkaufszentrum (kurz: EEZ) im Hamburger Stadtteil Osdorf eröffnet. Das Center umfasst eine Verkaufsfläche von 43.000 m² mit insgesamt 180 Geschäften. Hinzu kommen 1.400 m² Bürofläche.
- Europa Passage, Hamburg
 Am 5. Oktober 2006 eröffnete die Europa Passage in Hamburg. Im Juli 2008 übernahm ECE neben der Vermietung auch das Management. Auf 30.000 m² befinden sich 120 Geschäfte, außerdem verfügt das Gebäude über 34.000 m² Bürofläche.
- Hamburger Meile, Hamburg
 Die Hamburger Meile wurde am 8. Mai 1970 im Stadtteil Barmbek-Süd eröffnet. Auf einer Verkaufsfläche von 46.200 m² befinden sich 150 Shops. Hinzu kommen 13.000 m² Büroflächen.

##### Hessen
- City-Point Kassel
 Am 27. Februar 2002 eröffnete der City-Point in Kassel. Auf 20.000 m² befinden sich 60 Geschäfte. Für die indirekte Beleuchtung der Glasfassade des Centers gewannen deren Entwickler 2002 den Innovationspreis für Architektur und Technik in der Kategorie Licht.[15]
- dez Kassel
 Das dez Kassel wurde am 3. Mai 1968 eröffnet und gehört zu den ersten Einkaufszentren in Deutschland. Seit einer umfangreichen Erweiterung (Juli 2012 bis Februar 2013) verfügt das dez über eine Verkaufsfläche von 30.000 m², auf der sich 80 Geschäfte befinden.
- Forum Wetzlar
 Das am 16. Februar 2005 eröffnete Forum Wetzlar verfügt über eine Verkaufsfläche von 23.500 m² mit 110 Geschäften.
- Hessen-Center, Frankfurt
 Im Frankfurter Stadtteil Bergen-Enkheim wurde am 1. April 1971 das Hessen-Center eröffnet. 115 Geschäfte befinden sich auf 38.000 m² Verkaufsfläche.
- Isenburg-Zentrum, Neu-Isenburg
 Bereits 1972 in Neu-Isenburg eröffnet, wurde das Isenburg-Zentrum von November 2010 bis Ende September 2011 erweitert. Es verfügt über eine Verkaufsfläche von 44.000 m², auf der sich 140 Geschäfte befinden.
- Main-Taunus-Zentrum, Sulzbach
 Das Main-Taunus-Zentrum wurde am 2. Mai 1964 in Sulzbach eröffnet. Im November 2009 begannen zweijährige Erweiterungsmaßnahmen. Seitdem verfügt das Einkaufszentrum über eine Verkaufsfläche von 91.000 m², auf der sich 170 Shops befinden.
- MyZeil, Frankfurt am Main
 Das MyZeil eröffnete am 26. Februar 2009 in der Innenstadt von Frankfurt am Main. 100 Läden befinden sich auf 6 Etagen, bei einer Verkaufsfläche von 44.000 m². Die Besonderheit des Shoppingcenters stellt wohl die, durch den italienischen Architekten Massimiliano Fuksas entworfene, komplexe Glasdachkonstruktion dar.
- Rhein-Neckar-Zentrum, Viernheim
 1972 wurde das Rhein-Neckar-Zentrum in Viernheim eröffnet. Auf 60.000 m² befinden sich 110 Geschäfte.
- Skyline Plaza, Frankfurt
 Das Skyline Plaza in Frankfurt wurde am 29. August 2013 eröffnet. 170 Geschäfte befinden sich auf einer Verkaufsfläche von 38.000 m². Außer Einkaufsmöglichkeiten beinhaltet das Gebäude Gastronomie-, Sport- und Wellnessangebote. Es wurde aufgrund nachhaltiger Planung und städtebaulicher Integration von der Deutschen Gesellschaft für Nachhaltiges Bauen (DGNB) mit einem Vorzertifikat in Gold ausgezeichnet.

##### Mecklenburg-Vorpommern
- Kröpeliner Tor Center Rostock
- Marktplatz-Center, Neubrandenburg
 In Neubrandenburg wurde am 16. September 1998 das Marktplatz-Center eröffnet. Auf 12.500 m² befinden sich 70 Geschäfte.
- Schlossparkcenter, Schwerin
 In Schwerin wurde am 23. September 1998 das Schlossparkcenter am Marienplatz eröffnet. Es befindet sich in einem Ensemble aus Neu- und Altbauten und bietet auf drei Ebenen in etwa 125 Geschäften 20.000 m² Verkaufsfläche.[16]

##### Niedersachsen

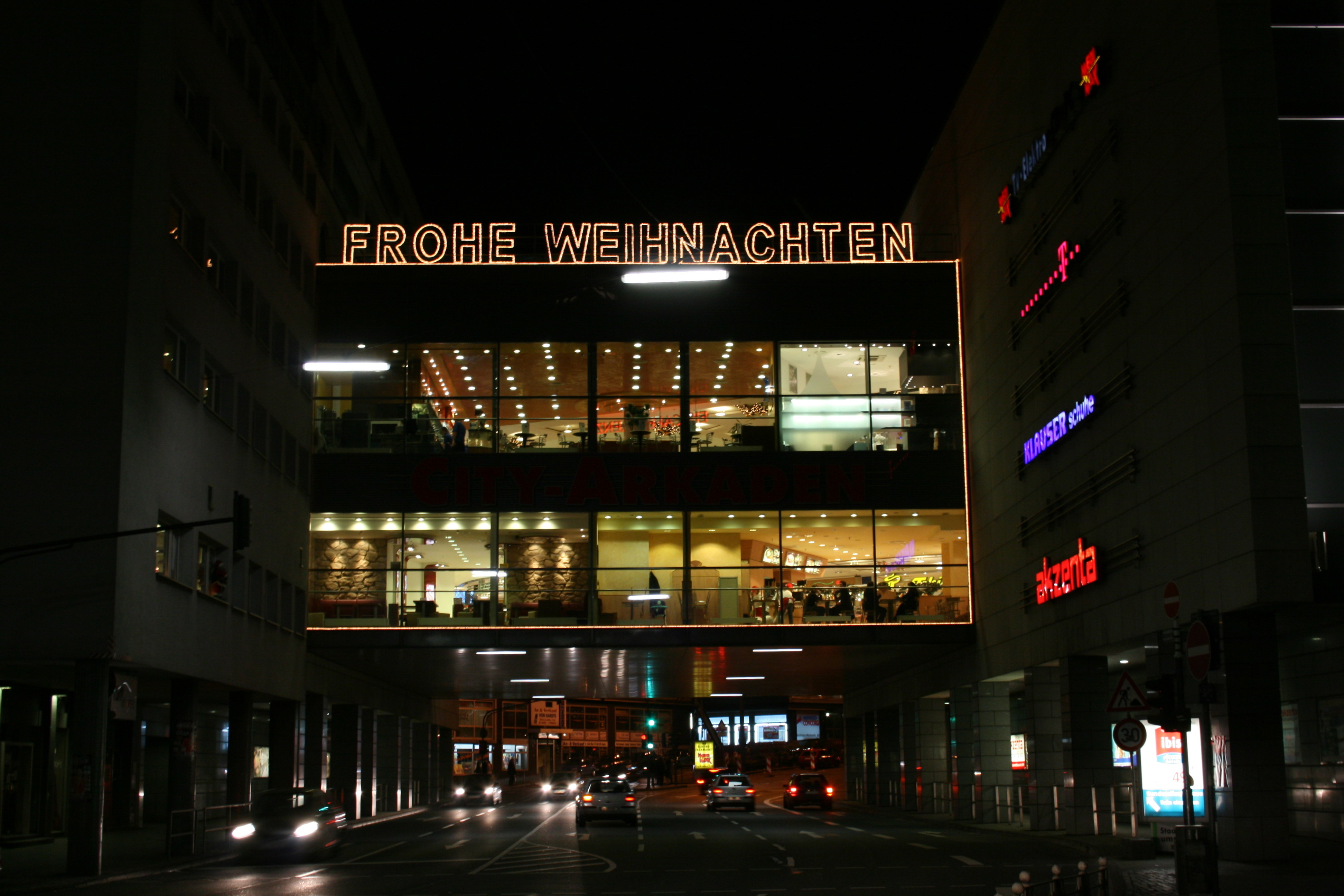
Der Straßenüberbau der City-Arkaden in Wuppertal

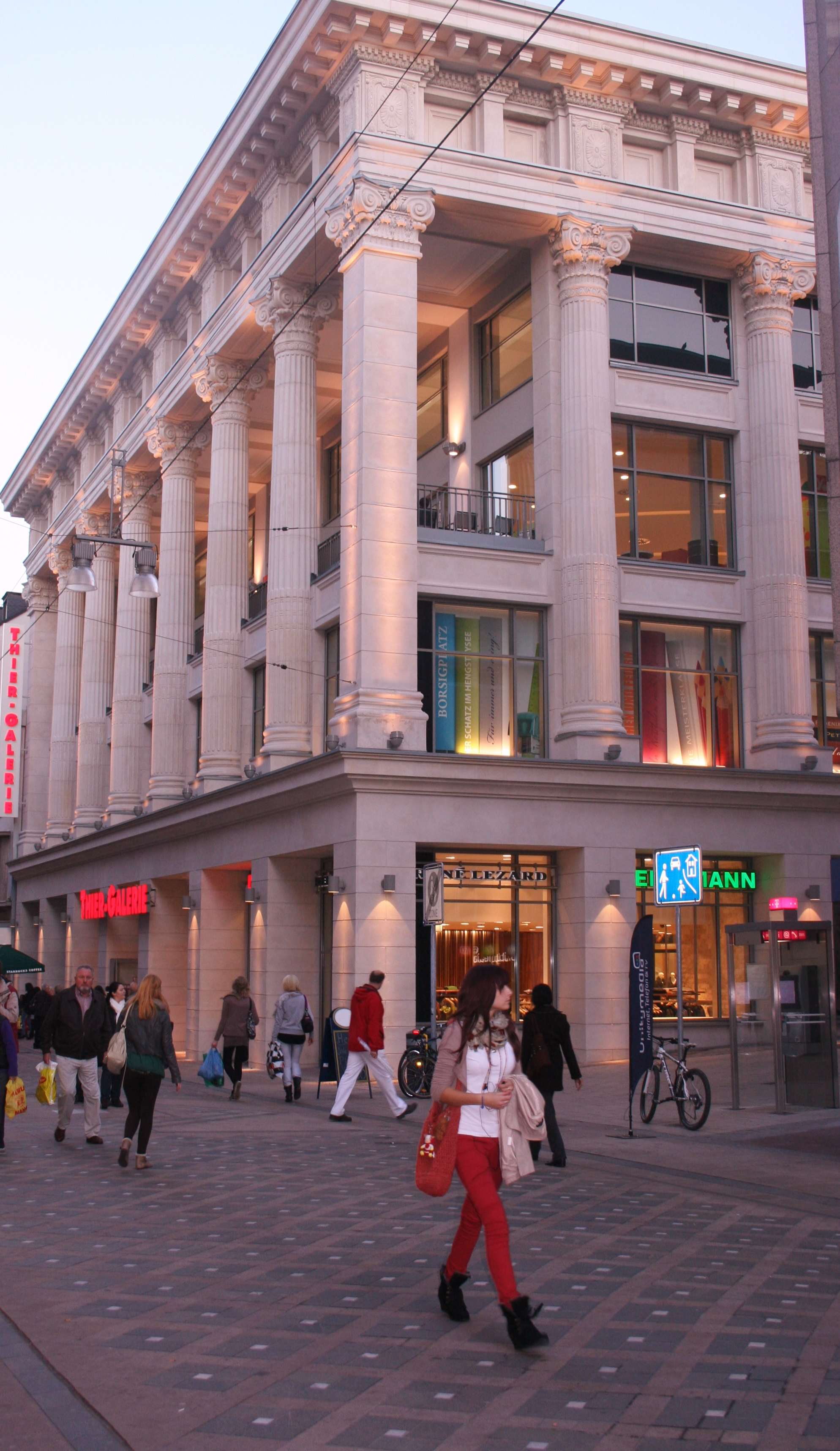
Haupteingang der Thier-Galerie am Westenhellweg in Dortmund

- City-Galerie, Wolfsburg
 In der Wolfsburger Innenstadt wurde am 6. September 2001 die City-Galerie eröffnet. 100 Geschäfte befinden sich auf einer Verkaufsfläche von 20.000 m².
- Ernst-August-Galerie, Hannover
 In Hannover wurde am 15. Oktober 2008 direkt neben dem Hauptbahnhof (dessen integrierte Einkaufspassage bis Januar 2010 ebenfalls von ECE betrieben wurde[17]) das Einkaufszentrum Ernst-August-Galerie eröffnet.
- Schloss-Arkaden, Braunschweig
 Am 29. März 2007 wurden die Schloss-Arkaden in Braunschweig eröffnet. Im Bereich der rekonstruierten Fassade des Schlosses sowie in einem dahinterliegenden Anbau befinden sich 150 Fachgeschäfte auf einer Verkaufsfläche von rund 30.000 m².[18] Auf weiteren 13.300 m² befinden sich städtische Einrichtungen, nämlich die Stadtbibliothek, das Stadtarchiv, die Kulturverwaltung, ein Veranstaltungssaal („Roter Saal“), das Schlossmuseum sowie der Aufgang zur Aussichtsplattform der Quadriga.
- Schlosshöfe, Oldenburg
 In Oldenburg wurden am 16. März 2011 die Schlosshöfe eröffnet. Die Planungen für das Einkaufszentrum führten unter anderem dazu, dass der amtierende Oberbürgermeister abgewählt wurde und eine Ratskoalition zerbrochen ist.[19]
- Stadt-Galerie, Hameln
 Im niedersächsischen Hameln wurde im Frühjahr 2008 der 19.000 Quadratmeter große Einkaufspalast „Stadt-Galerie“ eröffnet – mitten in der vom Fachwerk geprägten Innenstadt – die der Region mit fast 100 Geschäften 800 Arbeitsplätze sichert. Dieses Projekt ist städtebaulich und in seiner architektonischen Qualität umstritten und wurde 2011 wegen des stattfindenden Verdrängungswettbewerbs in der Innenstadt kritisiert.[20]

##### Nordrhein-Westfalen
- Allee-Center Essen
 Eröffnet wurde das Allee-Center in Essen-Altenessen am 2. November 1973. Auf 20.000 m² sind 80 Geschäfte untergebracht.
- Allee-Center Hamm
 Das Allee-Center eröffnete am 5. März 1992 in der Innenstadt von Hamm. 90 Läden befinden sich auf einer Verkaufsfläche von 21.000 m².
- Allee-Center Remscheid
 Das größte Einkaufszentrum des Bergischen Landes steht seit 1986 in Remscheid. Es umfasst rund 100 Geschäfte.
- Aquis Plaza
Am 28. Oktober 2015 eröffnete das Aquis Plaza in der Aachener Innenstadt. Neben 130 Geschäften auf 29.200 m² gibt es einen Food-Court (2000 m²) und ein Parkhaus mit 600 Stellplätzen. Investitionsvolumen: 290 Millionen Euro.
- City-Arkaden Wuppertal
 2001 wurden in Wuppertal-Elberfeld die City-Arkaden eröffnet. Das Gebäude besteht aus zwei Häuserblöcken und überbrückt mittig die vierspurige Morianstraße.
- City-Center Chorweiler, Köln
 Bereits 1976 eröffnete das City-Center in Chorweiler, seit 1989 obliegt das Management der ECE. Von 2011 bis 2012 fand eine Umstrukturierung des Centers statt. Es beinhaltet 100 Shops auf 27.500 m².
- City-Galerie, Siegen
 Am 14. Oktober 1998 wurde die City-Galerie in Siegen eröffnet. Auf 23.500 m² befinden sich 100 Geschäfte.
- City Point & Drehscheibe Bochum
- Hürth Park
 Am 30. August 1977 wurde der Hürth Park eröffnet und verfügt über eine Verkaufsfläche von 50.500 m². Das Einkaufszentrum beherbergt neben 150 Geschäften auch Arztpraxen und ein Kino.
- Kö-Galerie, Düsseldorf
 Am 21. September 1986 wurde die Kö Galerie in der Düsseldorfer Königsallee eröffnet. Nach einer Umstrukturierung, die von März 2010 bis zum 15. November 2012 andauerte, befinden sich 90 Geschäfte auf einer Verkaufsfläche von 20.000 m². Hinzu kommen 30.000 m² Bürofläche.
- Limbecker Platz, Essen
 In Essen ist mit dem Limbecker Platz 2008 das größte innerstädtische Einkaufszentrum Deutschlands entstanden. Es umfasst knapp 200 Geschäfte auf mehr als 70.000 Quadratmetern.
- Loom Bielefeld
 In Bielefeld wandelte die ECE die ehemalige City-Passage zu einem modernen Shopping-Center mit ca. 110 Shops auf rund 26.000 m² Verkaufsfläche um. Die Eröffnung fand am 26. Oktober 2017 statt.
- Rathaus-Galerie Leverkusen
 Anfang 2008 wurde mit dem Bau der Rathaus-Galerie Leverkusen begonnen, die am 24. Februar 2010 eröffnet wurde.[21] Das ECE-Projekt beherbergt neben 122 Geschäften (zum Zeitpunkt der Eröffnung) einen kleinen Teil der Verwaltung, darunter das Bürgerbüro der Stadt Leverkusen, die Stadtbibliothek sowie einen Ratssaal.
- Rhein-Center, Köln
 Am 9. März eröffnete das Rhein-Center in Weiden, einem Stadtteil am westlichen Stadtrand von Köln. Auf 40.000 m² Verkaufsfläche finden 180 Geschäfte Platz.
- Rheinpark-Center, Neuss
 Der 1977 eröffnete HUMA Einkaufspark wurde 2008 von ECE übernommen und 2010 als Rheinpark-Center neueröffnet. Das Unternehmen realisierte das Center in unmittelbarer Nähe von Düsseldorf mit über 140 Läden und knapp 40.000 Quadratmetern Fläche.
- Rhein-Ruhr Zentrum Mülheim
 70.000 m² Verkaufsfläche und 200 Geschäfte umfasst das Rhein-Ruhr Zentrum, kurz: RRZ. Das Center wurde 1973 in Mülheim an der Ruhr eröffnet.
- Stern-Center Lüdenscheid
 Das Lüdenscheider Stern-Center eröffnete erstmals am 17. März 1977 in der Nähe des Sternplatzes in der Innenstadt. In den frühen 90er-Jahren ließ man das ehemalige Gebäude abreißen, um ein zeitgemäßeres Einkaufszentrum auf dem Platz zu errichten. Gleichzeitig übernahm die ECE am 19. Juni 1991 das Management des neuerrichteten Einkaufszentrums, welches bis Sommer 2015 immer wechselnden Investoren gehörte, mittlerweile aber auch von der ECE erworben wurde. Auf 30000 m² finden 110 Shops Platz, bei einer Besucherzahl von 27.119 Menschen täglich.
- Thier-Galerie, Dortmund
 Am 15. September 2011 wurde in Dortmund auf dem Gelände der ehemaligen Thier-Brauerei fußläufig vom Westenhellweg die Thier-Galerie als innerstädtisches Einkaufszentrum eröffnet.
- Werre-Park, Bad Oeynhausen
 Am 1. April 1998 eröffnete der Werre-Park in Bad Oeynhausen. Im Center befinden sich 75 Geschäfte auf einer Verkaufsfläche von 29.500 m², außerdem sind 2.800 m² Bürofläche vorhanden.

##### Rheinland-Pfalz
- Forum Mittelrhein, Koblenz
 Das Forum Mittelrhein befindet sich in Koblenz auf dem Zentralplatz. Es wurde am 26. September 2012 eröffnet und beinhaltet 80 Geschäfte auf 20.000 m².
- K in Lautern
 Auf dem Areal des geschlossenen Karstadt-Hauses in der Kaiserslauterer Innenstadt entstand ein Einkaufszentrum, in dem bis zu 100 Geschäfte auf rund 21.000 m² Verkaufsfläche Platz finden. Die Eröffnung fand am 25. März 2015 statt.
- Löhr-Center Koblenz
 Das Löhr-Center wurde am 23. Februar 1984 eröffnet und verfügt über ca. 130 Geschäfte und gastronomische Betriebe auf einer Fläche von 32.000 m².
- Rathaus-Center Ludwigshafen
 Das Rathaus-Center in Ludwigshafen wurde am 1. März 1979 eröffnet. 75 Geschäfte befinden sich auf einer Verkaufsfläche von 28.000 m². 2020 wurde beschlossen, das Gebäude abzureißen.
- Rhein-Galerie, LudwigshafenRhein-Galerie

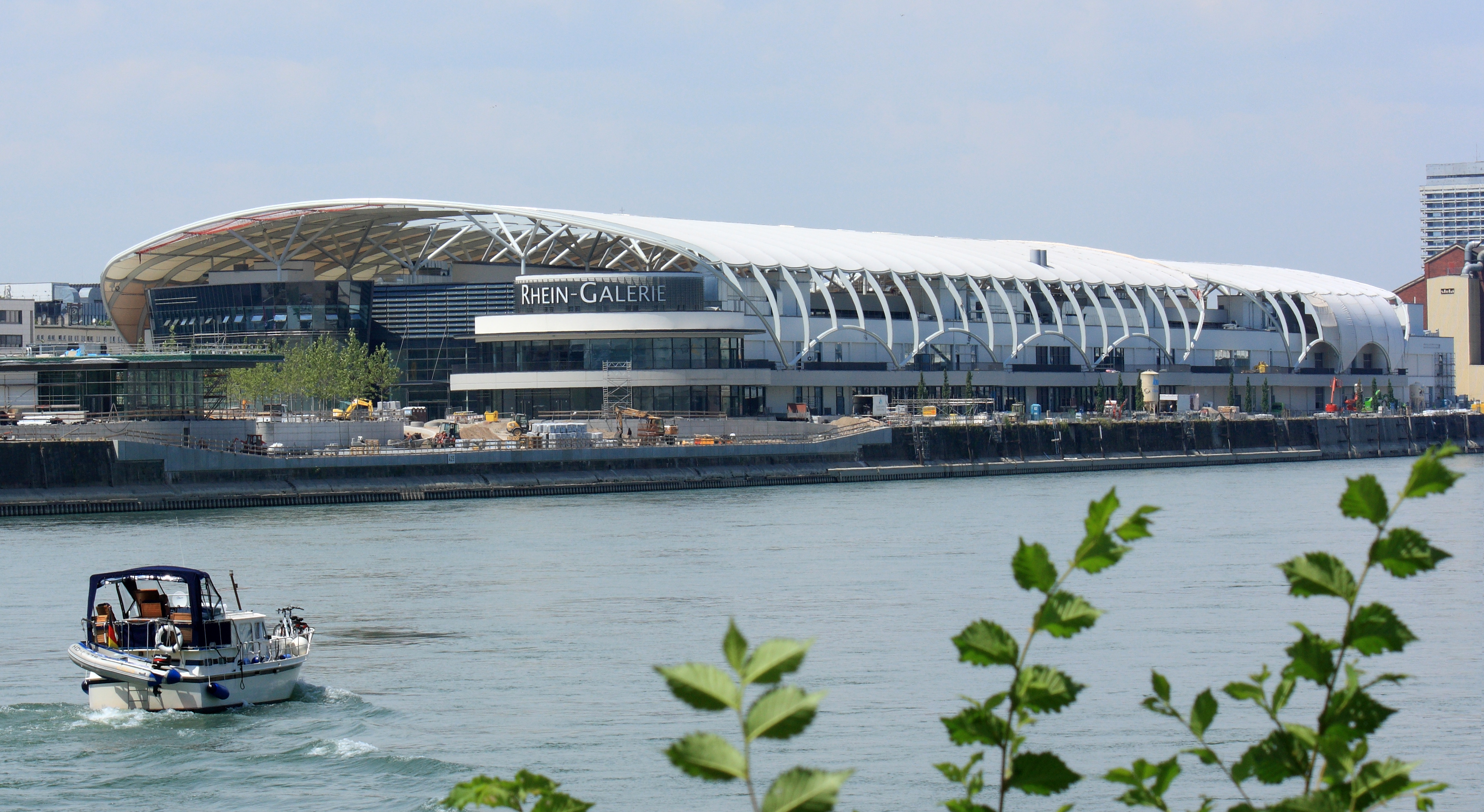
Rhein-Galerie

 Im September 2010 eröffnete die Rhein-Galerie in Ludwigshafen am Rhein. Das Unternehmen realisierte das Center am Rheinufer mit 130 Läden auf 30.000 Quadratmetern Fläche. Ein Hotel und eine Veranstaltungshalle sind in Planung. ECE betreibt wenige hundert Meter entfernt bereits das Rathaus-Center Ludwigshafen sowie in 15 Kilometern Entfernung das Rhein-Neckar-Zentrum Viernheim.

##### Saarland
- Saarpark-Center, Neunkirchen
 Am 31. August 1989 wurde das Saarpark-Center in Neunkirchen eröffnet. Auf 33.500 m² finden hier 130 Geschäfte Platz.

##### Sachsen
- Allee-Center Leipzig
 Am 5. September 1996 fand die Eröffnung des Allee-Centers in Leipzig statt. Auf 24.000 Quadratmetern befinden sich 115 Geschäfte. Hinzu kommen Büroflächen, ein Kino und ein Casino.
- Altmarkt-Galerie Dresden
 Am 18. September 2002 eröffnete im Zentrum Dresdens die Altmarkt-Galerie. Sie beinhaltet 200 Geschäfte auf einer Verkaufsfläche von 44.000 m².
- Kornmarkt-Center Bautzen
 Am 20. September 2000 eröffnete in Bautzen das Kornmarkt-Center. Es beinhaltet 70 Geschäfte auf einer Verkaufsfläche von 9.000 m² und ist damit das größte Einkaufszentrum der Oberlausitz.
- Promenaden Hauptbahnhof Leipzig
 Die Eröffnung des Einkaufszentrums im Hauptbahnhof Leipzig fand am 12. November 1997 statt. Die Promenaden Hauptbahnhof Leipzig verfügen über 140 Geschäfte auf 30.000 m².
- Sachsen-Allee, Chemnitz
 Am 15. Oktober 1997 fand die Eröffnung der Sachsen-Allee in Chemnitz statt. Das Center verfügt über eine Verkaufsfläche von 32.000 m² mit 85 Geschäften. Hinzu kommen 1.250 m² Bürofläche.
- Stadt-Galerie, Plauen
 Am 2. Oktober 2001 eröffnete die Stadt-Galerie in Plauen. 80 Geschäfte befinden sich auf 14.000 m².

##### Sachsen-Anhalt
- Allee-Center Magdeburg
 Am 30. September 1998 wurde das Allee-Center in der Altstadt Magdeburgs eröffnet. Seit einer Erweiterung im März 2006 verfügt es über eine Verkaufsfläche von 35.000 m². Neben etwa 150 Geschäften befinden sich im Gebäude auch Büroflächen und Mietwohnungen.
- Nova, Leuna
 Eröffnet wurde das Einkaufszentrum 1991. Das Nova liegt an der A9 zwischen Leipzig und Halle und verfügt über eine Verkaufsfläche von 76.000 m², auf der sich 200 Geschäfte befinden.
- Rathaus-Center Dessau, Dessau-Roßlau
 Das Rathaus-Center Dessau wurde am 21. September 1995 eröffnet. 90 Geschäfte befinden sich auf 20.400 m².

##### Schleswig-Holstein
- Fördepark Flensburg, Joint Venture mit der Metro im Rahmen der MEC METRO-ECE Centermanagement GmbH & Co. KG
- Holsten-Galerie, Neumünster
 In der Innenstadt Neumünsters wurde am 15. Oktober 2015 die Holsten-Galerie Neumünster auf dem Gelände des ehemaligen Courierhauses eröffnet. 90 Geschäfte erstrecken sich über 22.800 m² Verkaufsfläche.
- Sophienhof, Kiel, von der ECE aus der Insolvenzmasse der ehemaligen Arcandor AG übernommen.

##### Thüringen
- Anger 1, Erfurt
 Die Einkaufsgalerie im Zentrum Erfurts besteht aus einem Altbau im Jugendstil und einem modernen Neubau. Mit rund 23.000 m² Verkaufsfläche zählt es zu den größten Einkaufszentren in Thüringen.
- Thüringen-Park, Erfurt
 In Erfurt wurde am 5. Oktober 1995 der Thüringen-Park eröffnet. Das Center umfasst eine Verkaufsfläche von 22.000 m² und beinhaltet 100 Geschäfte.

#### Projekte in Bau / Vorbereitung
- Lö, Lörrach, voraussichtliche Eröffnung im März 2021[22]

#### Aufgegebene Projekte
- Celle
 In Celle war in der Innen- beziehungsweise Altstadt ein ECE-Projekt geplant, das von Teilen des lokalen Einzelhandels abgelehnt wurde. In vielen Schaufenstern Celles fand man entsprechende Protestplakate. Nach den Kommunalwahlen im September 2006 wurden die Pläne aufgegeben.
- Cottbus
 In Cottbus wurden die Pläne zum Bau eines Einkaufscenters in Innenstadtnähe ebenfalls aufgegeben. Laut ECE sei eine wirtschaftliche Realisierung nicht mehr möglich.[23]

- Velbert
Den Plan, in der Innenstadt von Velbert ein Einkaufszentrum mit 20.000 m² Fläche zu errichten, gab die ECE im Oktober 2013 auf.[24]

### ECE Center in der Schweiz
In Mollis (Schweiz, Kanton Glarus) sollte in einer ausgesprochen ländlichen Umgebung ein Einkaufszentrum mit 36.000 m² Ladenfläche entstehen. Dagegen manifestierte sich erhebliche lokale Opposition, u. a. mit zwei Unterschriftensammlungen und einer Motion im Parlament des Kantons Glarus. Der Verkehrs-Club der Schweiz bekämpft das Projekt auf dem Rechtsweg, da es, laut Angabe des Investors, Umweltbelastungen durch 125 Mio. Autokilometern und 24.000 Tonnen CO2-Ausstoß verursachen würde. Der Umweltverband verlangte von den Gerichten die Klärung der Frage, ob die aktuelle Schweizer Gesetzgebung Einkaufszentren auf der grünen Wiese zulässt. Am 17. Oktober 2007 reichte der Verband eine Verbandsklage beim Verwaltungsgericht des Kantons Glarus ein. Letztendlich wurde der Glaruspark nicht gebaut. Das zwei Jahre später eröffnete die ECE den Stücki Park in Basel, zog sich dann aber 2015 aus dem Projekt zurück und verließ die Schweiz somit komplett. Die Verwaltung des Einkaufscenters wurde von der Wincasa AG, einer Tochter der Swiss Prime Site AG, übernommen.

## Kritik

### Verödung von Innenstädten
ECE wird für das Sterben von Innenstädten mitverantwortlich gemacht. Center, die in großen Flächen auf der grünen Wiese oder in Innenstädten in einer sich vom restlichen Umfeld isolierenden Bauweise entstehen, seien Auslöser für das Sterben von Fachgeschäften in Altstädten. ECE-Center seien meist einheitlich mit internationalen Ankermietern ausgestattet, die Kaufkraft von alteingesessenen Fachgeschäften abziehen.

### Datenschutz
Im Februar 2011 geriet ECE in die Kritik, nachdem der oberste Datenschützer der Freien und Hansestadt Hamburg, Johannes Caspar, die Videoüberwachung im Alstertal-Einkaufszentrum in Hamburg als gegen das Bundesdatenschutzgesetz verstoßend monierte. Ähnliches gelte für die ECE-Einkaufszentren in Essen und Wuppertal. Er kritisierte die Anbringung von Videokameras unter anderem in den Eingangsbereichen zu Toiletten und Umkleideräumen der Mitarbeiter sowie in der Nähe von Rolltreppen oder Aufenthaltsräumen, in denen Besucher üblicherweise davon ausgingen, dass sie sich dort in einer „relativen Situation der Anonymität“ befänden. ECE wurde angewiesen, 24 der 75 angebrachten Kameras abzubauen; das Unternehmen hat inzwischen im Einvernehmen mit dem Datenschutzbeauftragten für alle Center in Deutschland neu geregelt, wo Kameras hängen dürfen und alle anderen Kameras abgebaut. Caspar erstattete wenig später Anzeige ebenfalls gegen die ECE, da diese seiner Meinung nach ohne vorheriges Einverständnis Kundenanrufe aufzeichne. Die ECE räumte dies in Einzelfällen ein und kündigte an, dies in Zukunft zu unterlassen.

### Arbeitsbedingungen beim Bau
Am 1. März 2013 veröffentlichte die türkische Tageszeitung Radikal eine Protestaktion des türkischen Vereines für Soziale Rechte (türkisch Sosyal Haklar Derneği), der ECE den Preis für den Auslandsinvestor des Jahres 2012 verlieh und durch ein Transparent mit dem Text „Beim Bau dieses Einkaufszentrums sind 11 Arbeiter zu Tode verbrannt. Wie schnell habt ihr das vergessen.“ auf die unrühmlichen Arbeitsbedingungen beim Bau des unter ECE-Beteiligung erbauten Einkaufszentrums Marmara Park in Esenyurt hinwies. Die türkische Tageszeitung Evrensel berichtete am 12. März 2012 Einzelheiten über den Tod der elf Arbeiter. Demnach waren die Bauarbeiter des riesigen Einkaufskomplexes mit einem Investitionsvolumen von 220 Millionen Euro nicht in Containerwohnungen untergebracht, sondern in Nylonzelten. In den 10-Personen-Zelten waren 35 Arbeiter untergebracht. Der Brand war von einem Zelt auf ein zweites übergesprungen. Elf Arbeiter kamen durch Verbrennungen und Rauchvergiftungen ums Leben. Die ECE gab an, dass für die Unterkünfte das Unternehmen Kaldem Yapi, ein Subunternehmen des Generalunternehmers Kayi, verantwortlich war, mit dem keine direkten Vertragsbeziehungen existierten.